# Хантингтон, Коллис Поттер
Коллис Поттер Хантингтон (англ. Collis Potter Huntington; 1821—1900) — американский промышленный деятель, один из четырёх бизнесменов «Большой четвёрки» (англ. Big Four), которые построили железную дорогу Central Pacific Railroad как часть первой в США трансконтинентальной железной дороги.

## Биография
Родился 22 октября 1821 года в городе Харуинтон (штат Коннектикут), в фермерской семье Уильяма и Элизабет Хантингтонов.
С раннего детства начал трудиться, помогая семье. В возрасте 16 лет начал работать в разносной торговле. В то же время побывал в городке Ньюпорт Ньюс Поинт (англ. Newport News Point, штат Виргиния) в качестве продавца. В 1842 году он и его брат Солон из города Онеонта (штат Нью-Йорк), создали успешный бизнес, занимаясь торговлей до 1848 года. Узнав о процветании Американского Запада, Коллис отправился в Калифорнию, где зарекомендовал себя в Сакраменто в качестве торговца во время Калифорнийской золотой лихорадки. Здесь познакомился с Марком Хопкинсом (англ. Mark Hopkins), поставлявшим в Калифорнию горное оборудование. В конце 1850-х годов Хантингтон и Хопкинс объединились ещё с двумя другими успешными бизнесменами — Леландом Стэнфордом и Чарльзом Крокером (англ. Charles Crocker) с целью создания железнодорожной линии, которая бы связала Восток и Запад Америки. В 1861 году эти четыре предпринимателя (их назвали «большой четверкой») объединили свои ресурсы и деловые качества, создав компанию Central Pacific Railroad, ставшую звеном первой в Америке Трансконтинентальной железной дороги. Хантингтон провёл переговоры с Гренвиллом Доджем, представлявшего железную дорогу Union Pacific Railroad о стыковке дорог, что и произошло 10 мая 1869 года. Соединение дорог было отпраздновано забиванием в шпалы золотого костыля (англ. Golden spike).
В 1865 году Коллис Хантингтон участвовал также в создании железной дороги Southern Pacific Railroad. Первый локомотив с осевой формулой 2-1-2, начавший работать на этой дороге, был назван в честь Хантингтона — C. P. Huntington.
После Гражданской войны в США жители Виргинии хотели исполнить давнее желание — соединить железной дорогой Ричмонд и долину реки Огайо. Чиновникам штата удалось привлечь для этого Коллиса Хантингтона — он курировал начавшееся в 1871 году строительство дороги, названной Chesapeake and Ohio Railway. 19 октября 1981 года был забит золотой костыль и по дороге началось железнодорожное движение.
Умер 13 августа 1900 года в городе Лонг-Лейк (англ., штат Нью-Йорк). Похоронен на кладбище Вудленд (англ. Woodlawn Cemetery) в Нью-Йорке в грандиозном мавзолее.
После смерти Коллиса Хантингтона, дело продолжил его племянник Генри Хантингтон, взявший на себя руководство начинаниями дяди, включая культурные и благотворительные проекты.

### Семья

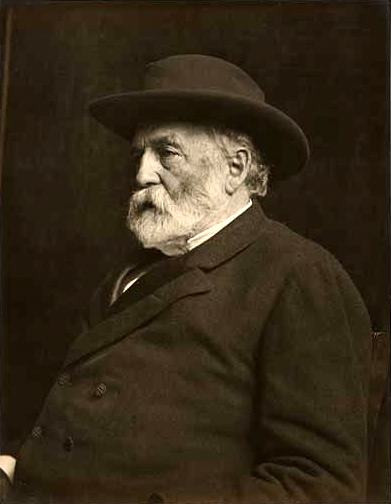
Коллис Хантингтон в конце жизни

Первый раз женился 16 сентября 1844 года на Elizabeth Stillman Stoddard (1823—1883). После её смерти, 12 июля 1884 года, во второй раз женился на Арабелле Дюваль Яррингтон (англ. Arabella Duval Yarrington, 1850—1924).
В первом браке у него родились дети:
1. Mary Huntington (род. 1810);
2. Solon Huntington (род. 1812);
3. Rhoda Huntington (род. 1814);
4. Phebe/Phoebe Huntington (род. 1817);
5. Elizabeth Huntington (род. 1819);
6. Collis Potter Huntington (род. 1821);
7. Joseph Huntington (род. 1823);
8. Susan L. Huntington (род. 1826);
9. Ellen Maria Huntington (род. 1835).

Коллис Хантингтон был также приёмным отцом Клары Элизабет Прентис (англ. Clara Elizabeth Prentice, 1860—1928) и Арчера Милтона Хантингтона, 1870—1955) — детей его второй жены.